# Nabhaan Rizwan
Nabhaan Rizwan (* 7. Februar 1997 in Essex) ist ein britischer Schauspieler.

## Leben und Karriere
Rizwan wurde 1997 in Essex als Sohn pakistanischer Eltern geboren. Rizwans Mutter Shahnaz. Sein Vater war Bühnenautor und sein Bruder Mawaan Rizwan ist Schauspieler, Schriftsteller und Komiker. Später zog er mit seiner Familie nach London.
Sein Debüt gab er 2018 in der Fernsehserie Informer. Anschließend war er 2019 in dem Film 1917 zu sehen. Unter anderem trat er 2020 in Mogul Mowgli auf. Im selben Jahr wurde Rizwan für die Serie Industry gecastet. Von 2021 bis 2022 spielte er in Station Eleven mit. Außerdem bekam er 2023 in dem Film In Camera eine Hauptrolle. 2024 setzte Rizwan seine Karriere in Kaos fort.

## Filmografie
Filme
- 2019: 1917
- 2020: Mogul Mowgli
- 2021: The Last Letter from Your Lover
- 2023: In Camera

Serien
- 2018: Informer
- 2019: The Accident
- 2020: Industry
- 2021–2022: Station Eleven
- 2023: Juice
- 2024: Kaos

## Theater
- 2021: Anna X

## Auszeichnungen
British Academy Film Award
- 2025: Nominierung für den Rising Star Award[6]